# Внеплодник
Внепло́дник, или экзока́рпий (лат. exocárpium от др.-греч. ἔξω — «вне, снаружи» и καρπός — «плод») — наружный слой околоплодника в плоде цветковых растений, покрывающий мезокарпий и эндокарпий. Иногда эти слои околоплодника бывает сложно отличить даже при анатомическом исследовании, что связано с деформацией и сдавливанием клеток при созревании плода.

## Морфология
Экзокарпий формируется из завязи, иногда при участии других органов цветка (например, гинецея, цветоложа или чашечки).
Состоит большей частью из 1—2 слоёв клеток с утолщенными стенками (кожица, или эпидермис) и покрыт кутикулой; иногда заменяется более толстым слоем — перидермой. В зависимости от строения эндокарпия, мезокаприя и экзокарпия классифицируют плоды в карпологии.

## Функции
1. Защитная. Кожица плода выполняет защитную функцию от проникновения в плод болезнетворных микроорганизмов и механического повреждения мягких тканей, препятствует смачиванию плода водой.
2. Придания цвета. В кожице плодов содержатся различные пигменты (каротиноиды, антоцианы, меланин, хлорофилл) придающие плодам окраску, которая привлекает птиц и животных и способствует тем самым распространению семян.
3. Экранирующая. Пигменты способны защищать фотосинтезирующие ткани от деградации фотосинтетического аппарата под действием солнечного излучения, как видимой области спектра, так и от УФ излучения. Например, установлено, что основной вклад в экранирование УФ радиации в плодах яблони вносят флавоноиды, накапливающиеся как в кутикуле, так и в клетках кожицы. Накопление гликозидов кверцетина в вакуолях клеток эпидермы и гиподермы плодов является основным механизмом адаптации к действию УФ радиации[2].
4. Образовательная. Из внеплодника сухих плодов, могут формироваться различные приспособления в форме шипов, лопастей, колючек с крючками или щетинок, которые способствуют распространению семян ветром и животными.
5. Выделительная. В тканях кожицы протекают выделительные процессы, сопровождающиеся выходом на поверхность эфирных масел и влаги. Также происходит газообмен.
6. Определительная. Анализ состояния экзокарпия используется как один из критериев для определения сорта, сохранности и пищевой пригодности плодов[3].
7. Фотосинтетическая. В тканях экзокарпия протекает фотосинтез.

## Разнообразие экзокарпиев
Экзокарпии плодов могут быть  настолько специфичны, что ботаники рассматривают их в качестве систематических признаков.
У плодов цитрусовых кожица представлена желтым или оранжевым железистым слоем, называемым флаведо. Он содержит многоклеточные эфиромасличные железки, заполненные ароматным эфирным маслом, а также специфичные для каждого вида гликозиды (гесперидин, нарингин и др.).
Наружная оболочка плода кокосовой пальмы (экзокарп) пронизана волокнами (койр), а для семянок видов Пупавковые, или Антемидеевые (Anthemideae) характерно наличие в экзокарпии комплексов слизесодержащих клеток расположенных между основными клетками экзокарпия.